# Trượt băng tốc độ cự ly ngắn tại Đại hội Thể thao Mùa đông châu Á 2025
Các nội dung của môn Trượt băng tốc độ cự ly ngắn tại Đại hội Thể thao Mùa đông châu Á 2025 ở Cáp Nhĩ Tân, Trung Quốc sẽ được tổ chức tại Hội trường đa chức năng của Trung tâm đào tạo sự kiện băng nghệ thuật Hắc Long Giang từ ngày 7 đến ngày 9 tháng 2 năm 2025.

## Chương trình thi đấu
Tất cả thời gian đều tính theo giờ địa phương (UTC+8), theo lịch trình chính thức tính đến tháng 1 năm 2025. Các phiên bao gồm trận chung kết sự kiện được hiển thị bằng chữ in đậm.
| Ngày      | Giờ   | Nội dung                  |
| --------- | ----- | ------------------------- |
| 7 tháng 2 | 9:00  | 1500m Nam/Nữ              |
| 7 tháng 2 | 9:00  | 500m Nam/Nữ               |
| 7 tháng 2 | 9:00  | 1000m Nam/Nữ              |
| 7 tháng 2 | 9:00  | Tiếp sức đồng đội hỗn hợp |
| 8 tháng 2 | 10:00 | Tiếp sức đồng đội hỗn hợp |
| 8 tháng 2 | 10:00 | 1500m Nam/Nữ              |
| 8 tháng 2 | 10:00 | 500m Nam/Nữ               |
| 9 tháng 2 | 10:00 | 1000m Nam/Nữ              |
| 9 tháng 2 | 10:00 | Tiếp sức 3000m nữ         |
| 9 tháng 2 | 10:00 | Tiếp sức 5000m nam        |

## Kết quả huy chương

### Bảng tổng sắp huy chương
| Hạng               | Đoàn               | Vàng | Bạc | Đồng | Tổng số |
| ------------------ | ------------------ | ---- | --- | ---- | ------- |
| 1                  | Trung Quốc         | 0    | 0   | 0    | 0       |
| Tổng số (1 đơn vị) | Tổng số (1 đơn vị) | 0    | 0   | 0    | 0       |

### Các huy chương

#### Nội dung nam
| Nội dung       | Vàng | Bạc | Đồng |
| -------------- | ---- | --- | ---- |
| 500m           |      |     |      |
| 1000m          |      |     |      |
| 1500m          |      |     |      |
| 5000m tiếp sức |      |     |      |

#### Nội dung nữ
| Nội dung       | Vàng | Bạc | Đồng |
| -------------- | ---- | --- | ---- |
| 500m           |      |     |      |
| 1000m          |      |     |      |
| 1500m          |      |     |      |
| 3000m tiếp sức |      |     |      |

#### Nội dung hỗn hợp
| Nội dung       | Vàng | Bạc | Đồng |
| -------------- | ---- | --- | ---- |
| 2000m tiếp sức |      |     |      |

## Quốc gia tham dự
- Trung Quốc (12)
- Đài Bắc Trung Hoa (6)
- Hồng Kông (6)
- Ấn Độ (12)
- Indonesia (2)
- Nhật Bản (12)
- Kazakhstan (12)
- Hàn Quốc (12)
- Malaysia (2)
- Mông Cổ (4)
- Philippines (1)
- Qatar (1)
- Singapore (4)
- Thái Lan (6)
- Turkmenistan (1)
- Uzbekistan (2)
- Việt Nam (1)